# (135) Hertha
Pour les articles homonymes, voir Hertha.
(135) Hertha est un astéroïde de la ceinture principale découvert par Christian Peters le 18 février 1874.
Il fut nommé après Herta en mythologie celtique.